# ホップ
ホップ（勿布、忽布、オランダ語: hop、学名：Humulus lupulus）は、アサ科の蔓（つる）性多年草。雌雄異株。和名はセイヨウカラハナソウ（西洋唐花草）。
ヒトにより栽培され、雌花は「毬花」と呼ばれビールの主要な原料の一つとして使われる。ビールの苦味、香り、泡にとって極めて重要で、雑菌の繁殖を抑え、ビールの保存性を高める働きがある。
非常によく似た植物にカラハナソウ（H. lupulus var. cordifolius）があり、しばしばホップと混同される。これはホップの変種であり、ホップに比べて苦味成分が少ないのが特徴である。本来のホップは、日本国内では北海道の一部にのみ自生する。

## 植物の特徴
蔓の高さは7から12メートルになる。また多年生植物であるため、一度植えられるとその根株は10～30年引き抜かれずに使用される。雌株には「毬花」と呼ばれる松かさに似た花のようなもの（本当の花ではない）をつけ、この毬花がビールの苦味などの原料になる。一般にビールには受粉前の花を使うため栽培圃場では雄株は淘汰される。ホップ畑では雄株は限定的にしか栽培されない。ただし、地域によっては受精した毬花もビール醸造に用いられる。
かつてはクワ科とされていたが、托葉が相互に合着しない、種子に胚乳がある等の理由でアサ科として分けられた。同じアサ科の植物にはカンナビス（大麻）があり、さらに同属にはカナムグラがある。大麻などには下記のフムロン（α酸）は存在しない。

## 歴史
原産はカフカス付近（黒海とカスピ海に挟まれた地域）と考えられている。野生にはヨーロッパ東部からシベリア西部にかけて分布するとされている。
近縁種のカラハナソウとともに抗菌作用があるため民間薬として利用された。エジプトでは薬用にされていたとも言われている。
ホップはビールの原料として知られているが、メソポタミアのシュメール人によりビールの原型となる飲み物が作られ始めた当初ホップは原料ではなかった。紀元前10世紀頃にはコーカサスで野生のホップがビールに加えられていたといわれているが、一時的なもので途絶えてしまった。
中世ヨーロッパにおいて、ビールはハーブ類やスパイス類で味付けしたグルートビールが主流であった。12世紀初頭になりドイツのビンゲン修道院でホップを使用したビールが醸造された。14世紀から15世紀にかけてホップビールの持つ爽快な苦味や香り、ホップを入れて煮た麦汁から作ることでビールが腐りにくく長持ちするという特性などが、高く評価されるようになり、ビールの主流になった。この頃からホップの栽培が普及した。
オランダでは14世紀から、既にビール作りに用いられ、16世紀になってオランダから亡命した新教徒たちがイギリスに伝えた。それ以前は苦みを持つハーブが用いられていたが、これらはエールと呼ばれ、ホップを用いたものだけがビールと呼ばれるようになった。イギリスでは国王ヘンリー8世によって毒草として使用を禁止され、次の王であるエドワード6世治世下の1551年、ようやくホップ栽培者に特権が与えられる。その後もイギリスでは、1608年に傷んだホップの輸入が禁止されている。ドイツでは、1516年、バイエルン公ヴィルヘルム4世により、ビール純粋令（「ビールは大麦、ホップ、水のみを原料とすべし」）が定められた。日本での栽培は1877年（明治10年）に、北海道開拓使が外国から苗を持ち込み栽培したのが始まりと言われる。

## 栽培地域
世界的にはドイツ、アメリカ合衆国で最も多く栽培されており、チェコ、イギリス、フランス、中国、スロベニア、南アフリカ共和国、オーストラリア、ニュージーランド、日本などで栽培されている。
地球温暖化に対応して、日本のキリンホールディングスが高温に強い栽培技術を開発した。

### 日本
日本では東北地方と北海道でビール会社との契約栽培で生産されており、最大の生産地は岩手県遠野市である。外国産ホップに比べて調達コストが高いため栽培面積や生産量は減少傾向にあるが、農作業の機械化や品種開発、クラフトビールへの使用による生産の維持・拡大が取り組まれている。業界団体として「日本ホップ連合会」がある。このほかの生産地としては北海道上富良野町や青森県三戸町、秋田県横手市（大雄地域）、岩手県奥州市江刺区・軽米町、山形県東根市・長井市・白鷹町、長野県安曇野市等が挙げられる。

### 国別の生産量
2011年における国別の生産量は以下の通りである。なお、この統計データではエチオピアの生産量が上位に位置しているが、これはエチオピアでTej（テジ）という蜂蜜酒に使われているgesho（ゲショ、学名Rhamnus prinoides、通称エチオピアホップ）という植物をホップに計上しているためで、実際はエチオピアではホップは生産されていない。
| 順位 | 国名           | 生産量 (千トン) | 全世界に占める 割合 (%) |
| ---- | -------------- | --------------- | ----------------------- |
| 01   | ドイツ         | 38.1            | 29.6                    |
| 02   | アメリカ合衆国 | 29.4            | 22.8                    |
| 03   | エチオピア     | 28.1            | 21.8                    |
| 04   | 中華人民共和国 | 10.0            | 7.8                     |
| 05   | チェコ         | 6.1             | 4.7                     |
| 06   | ポーランド     | 2.6             | 2.0                     |
| 07   | スロベニア     | 2.2             | 1.7                     |
| 08   | 北朝鮮         | 2.0             | 1.6                     |
| 09   | イギリス       | 1.6             | 1.3                     |
| 10   | アルバニア     | 1.3             | 1.0                     |
| ‐    | 世界計         | 128.7           | 100.0                   |

## 利用

### ビール醸造
中世のビール（グルードビール）にはハーブ類が使用されたが、ホップは抗菌効果、芳香、爽快性、黄金色、透明感、泡立ちに優れ、複雑な調合も不要であることから、14世紀以降にビールの原料として定着した。
ホップの毬花には、ルプリンと呼ばれる黄色の粒子が存在し、ビールに香りを付与する物質や苦味を付与する物質はこの中に含まれる。ルプリンに含まれるフムロン（α酸）は、ビール醸造の煮沸工程において、イソフムロン（イソα酸）へと変換される。このイソα酸こそがビールの苦味成分である。

### ビール以外への応用
ビール以外の目的では、生薬としても健胃、鎮静効果があるとされ、またハーブの一種としてヨーロッパでは民間薬として用いられている。ホップには苦味成分、香り成分の他、キサントフモール、イソキサントフモール、8-プレニルナリンゲニンといった機能性を持つ物質が多く含まれている。8-プレニルナリンゲニンは、吸収しにくいものの組織に蓄積しやすいとされる。これらホップ由来物質の多彩な機能性が科学的に研究され、エストロゲン様作用による更年期障害の改善作用、睡眠時間延長作用、鎮静作用、II型糖尿病患者に対するインスリン感受性の改善作用、胃液の分泌増加作用、イソフムロンの肥満予防効果などが報告されている。機能性食品の素材としても注目したい植物である。
2006年6月には、サッポロビールによって、ホップ抽出物に含まれるポリフェノールの一種であるホップフラボノールに花粉症症状を軽減する効果があることが突き止められた。
2014年1月、京都大学とサッポロビールの研究チームが、ホップの成分にアルツハイマー型認知症の予防効果があることを確かめたと、米科学誌『プロスワン』に発表した。ただしビールの製造過程では、現在この成分は取り除かれているため、ビールを飲んでも効果は期待できないとしている。
2014年2月、クラシエホームプロダクツ (旧カネボウホームプロダクツ)が、ホップの成分に表皮細胞のアロマターゼを活性化させる効果があるとのプレスリリースを行い、洗顔料への配合を始めた。一方、ホップに含まれるプレニルフラボノイドが、乳癌細胞のアロマターゼを抑制するという論文もある。
ツルをよく伸ばすことから緑のカーテンに利用されることもある。
岩手県遠野市では県立遠野緑峰高の高校生有志が中心となって、収穫後のツルから取り出した繊維を和紙の原料とする研究が行われている。

## 耐用年数
平成20年度税制改正において、法人税等の『減価償却資産の耐用年数等に関する省令』が改正され、別表第四「生物の耐用年数表」によれば平成20年4月1日以後開始する事業年度にかかるホップの法定耐用年数は9年となった。